# Tour de Salalah
Le Tour de Salalah est une course cycliste disputée autour de Salalah, dans le gouvernorat du Dhofar. Créée en 2021, cette compétition est organisée par l'Oman Cycling Association, avec le soutien du Ministère des Sports omanais,. Elle se déroule sur quatre étapes. 
Depuis 2023, l'épreuve fait partie du calendrier de l'UCI Asia Tour en catégorie 2.2. La première édition internationale est remportée par Grega Bole. 

## Palmarès
| Année | Vainqueur        | Deuxième             | Troisième         |
| ----- | ---------------- | -------------------- | ----------------- |
| 2021  | Jaber Almansoori | Bilal Alsaadi        | Mostafa Alrabie   |
| 2022  | Saif Al Kaabi    | Jaber Almansoori     | Abdulla Alhammadi |
| 2023  | Grega Bole       | Abdulla Jasim Al-Ali | Kenny Nijssen     |
| 2024  | Nícolas Sessler  | Ibrahim Essabahy     | Azzedine Lagab    |